# Torkel Ravndal
Torkel Ravndal, född 14 oktober 1936, död 14 september 2004, var en norsk strongman och styrkelyftare. Han var känd för sina marklyft.